# Bridgnorth

Bridgnorth is een stadje en civil parish in het Engelse graafschap Shropshire. Het was de hoofdplaats van het in 2009 opgeheven district Bridgnorth. De plaats telt 12.079 inwoners.
De middeleeuwse stad wordt door de Severn in een boven- en een benedenstad verdeeld, de rechteroever ligt zo'n 60 meter hoger dan de linker. Het centrum met de smalle straatjes, oude huizen en pubs, de kabelbaan en de Normandische burcht-ruïne, maken Bridgnorth tot een geliefde bestemming.

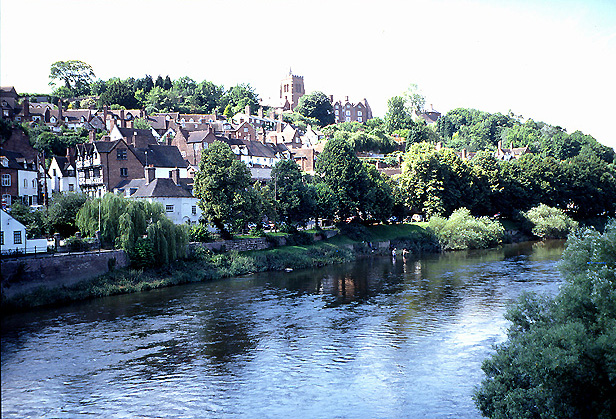
Bovenstad van Bridgnorth met Severn

## Bezienswaardigheden
- Sint-Leonardskerk, in 1861 in neogotische stijl verbouwd
- Bridgnorth Cliff Railway, het oudste en steilste nog bestaande kabelspoor van Engeland
- Daniels Mill, een watermolen
- Burchtruïne
- Museumspoorlijn Severn Valley Railway van Bridgnorth tot Kidderminster

## Zustersteden
- Thiers, Frankrijk
- Schrobenhausen, Beieren, Duitsland

## Geboren
- Thomas Percy (1729-1811), bisschop, dichter en antiquaar
- Pip Harris (1927-2013), motorcoureur